# Domkonzerte Königslutter

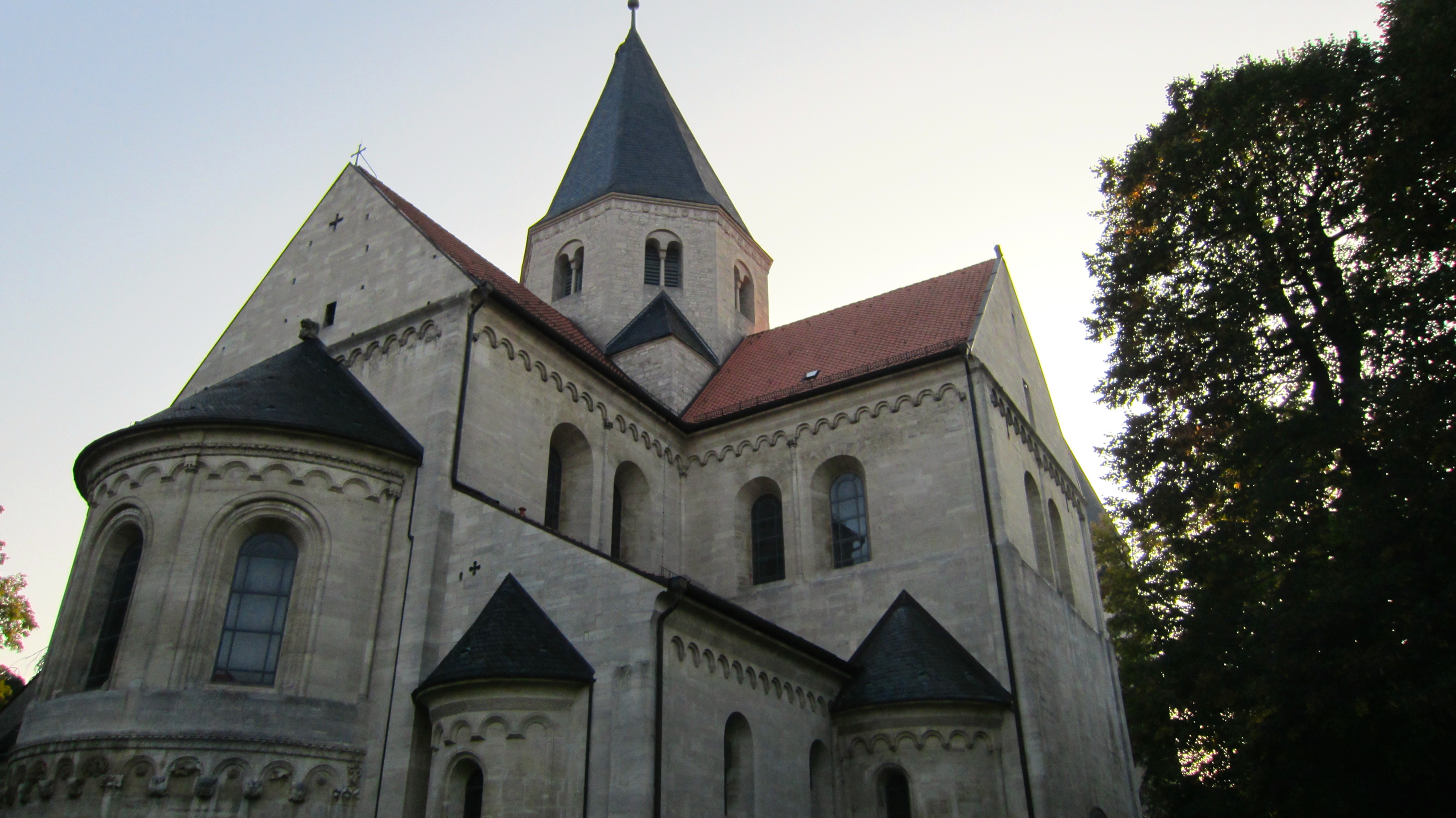
Kaiserdom Königslutter am Elm

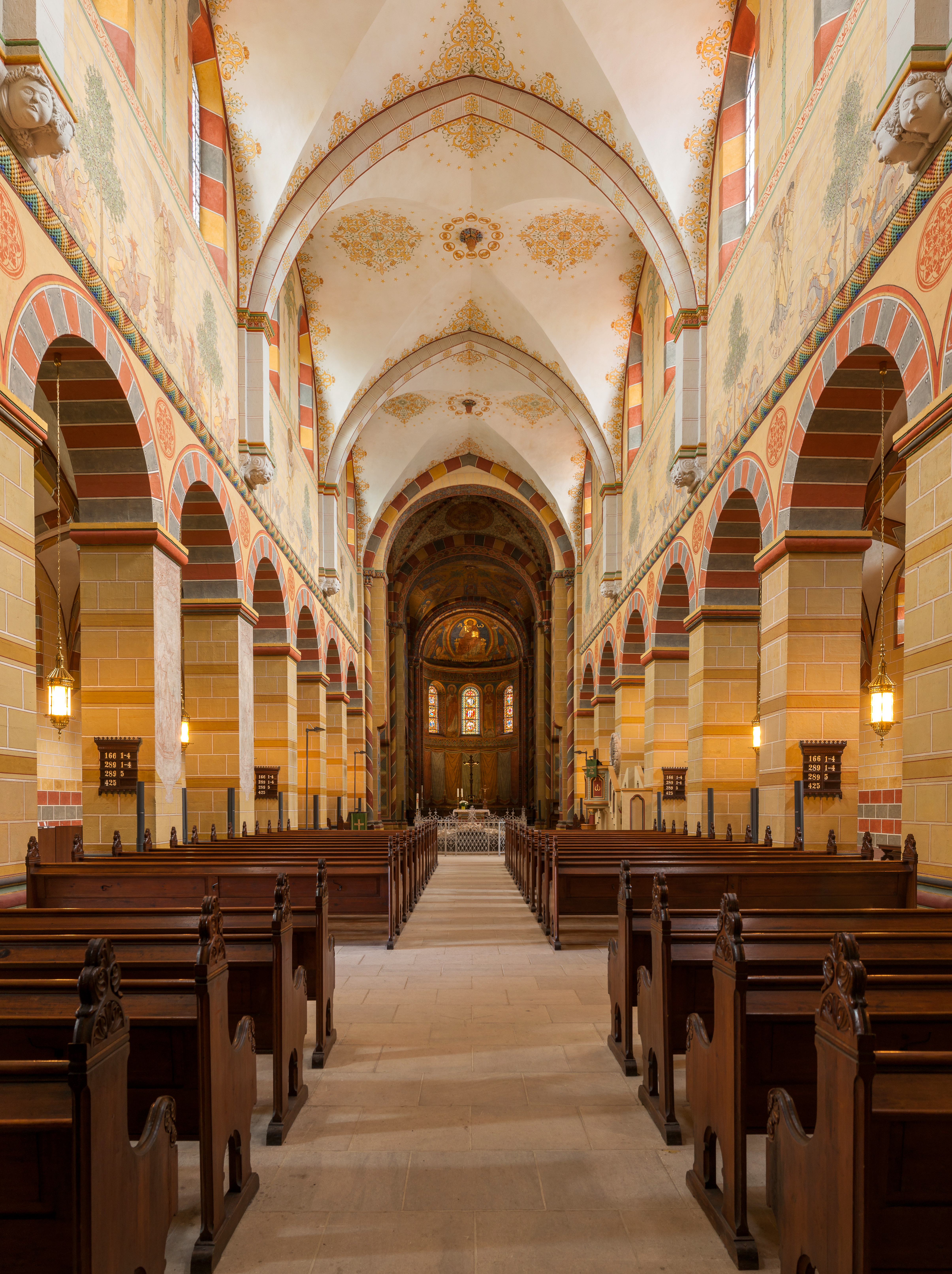
Kircheninnenraum

Die Domkonzerte Königslutter sind seit 1980 das jährliche Musikfestival im Kaiserdom zu Königslutter am Elm im niedersächsischen Landkreis Helmstedt.

## Geschichte
Die Domkonzerte Königslutter wurden 1980 ins Leben gerufen. Seit dieser Zeit gab es jährlich für 2–3 Wochen im September sechs bis zehn Veranstaltungen im Kaiserdom Königslutter sowie im Kreuzgang und an weiteren Spielorten. Neben den Konzerten verschiedener Genres wie unter anderen Klassik, Klezmer, Salonmusik, A cappella, Gospel oder Kirchenmusik wurden an zwei Sonntagen auch Fest-Gottesdienste mit musikalischer Umrahmung und Literaturlesungen angeboten.
Zum Jahresende 2024 wurden der Künstlerische Leiter Thomas Krause (Image Concert) verabschiedet.
Die Stiftung Braunschweigischer Kulturbesitz, Eigentümerin der Liegenschaft, setzt die Veranstaltungsreihe 2025 mit dem Duo Antimo Sorgente (künstlerische Leitung) und Elmar Gajewi (technische Leitung) fort.
Seit 2025 beginnt die Saison der Domkonzerte Königslutter schon im Mai und endet im Oktober.
Zu den Konzerten ist das Dom-Café geöffnet.

## Künstler (Auswahl)
Die Domkonzerte Königslutter werden seit ihrem Bestehen gestaltet von hochkarätigen Künstlern und Persönlichkeiten, wie unter anderen:
Staatsorchester Braunschweig, Solisten und Opernchor des Staatstheaters Braunschweig, Domkantorei und Posaunenchor Königslutter, Herbert Feuerstein, Babette Haag, Helge Burggrabe, Hans-Dieter Karras, Cappella Istropolitana, Corinna Waldbauer, Maulbronner Kammerchor, Jan-Gregor Kremp und Olaf Weiden, Flautando Köln, Los Romeros, Martin Weller, Bachorchester zu Leipzig, Dresdner Kreuzchor, Kammerchor der Frauenkirche Dresden, Ensemble Frauenkirche Dresden, Matthias Grünert, Annette Markert (Mezzosopran) und Wolfgang Kupke (Orgel), Per Arne Glorvigen Trio, Ensemble Amarcord, Bernd Bartels (Trompete und Corno da caccia), VocaMe, Günther Maria Halmer und Frank Fröhlich, Blechbläserensemble Ludwig Güttler, Mitteldeutsches Kammerorchester mit Andreas Hartmann.
Hanna Victoria Permann (Violine), Bremer Kaffeehaus-Orchester, David Orlowsky Trio, Elm-Saxophonquartett, Viva Voce und Solisten des Gewandhausorchester Leipzig, Göttinger Symphonie Orchester, Wildes Holz, Philharmonic Brass Dresden, Paul Maar und Capella Antiqua Bambergensis, Sweet Soul Gospel, Barockensemble des Staatsorchesters Braunschweig mit Martin Weller und Salomo Schweizer, Giora Feidman und Sergej Tcherepanov (Orgel), Till Brönner und Dieter Ilg, Avi Avital (Mandoline) und Aydar Gaynullin (Akkordeon), Basta, Cameron Carpenter, Gismo Graf Trio, Thomanerchor Leipzig, Canadian Brass, The King’s Singers, German Brass, Anselm Grün und Hans-Jürgen Hufeisen, The Real Comedian Harmonists, Gianluca Luisi, Calmus Ensemble Leipzig, Barnim Schultze (Electronic Meditation), Ensemble diX, Matthias Stier und Raffaella Iozzi.
Viele der oben genannten Persönlichkeiten kommen immer wieder zu einem Gastspiel in den Kaiserdom Königslutter. Zudem treten auch junge noch unbekannte Künstler auf.

## Trägerschaft
Die Domkonzerte Königslutter werden getragen von der Stadt Königslutter am Elm, dem Verein Domkonzerte Königslutter e.V., der Domgemeinde Königslutter, der Stiftung Braunschweigischer Kulturbesitz als Eigentümerin der Liegenschaft sowie zahlreicher Sponsoren und Förderer.